# Atlapetes melanocephalus
El gorrión montés de Santa Marta o saltón de Santa Marta (Atlapetes melanocephalus) es una especie de ave paseriforme de la familia Passerellidae endémica de Colombia.

## Hábitat
Vive en los bordes con arbustos del bosque húmedo y bosques secundarios, entre los 1.500 y 3.200 m de altitud.

## Descripción
Mide 17 cm de longitud. La cabeza es negra, con una mancha plateada en la mejilla. Las partes superiores son de color pardo oliváceo, con una mancha en los hombros color castaño; las partes inferiores son amarillas.